# Barnstead
Barnstead város az Amerikai Egyesült Államok New Hampshire államában, Belknap megyében. Lakosainak száma 4915 fő (2020. április 1.).

## Népesség
A település népességének változása:

| 2010 | 4 593 |
| 2020 | 4 915 |